# Atlas Resource Partners
Atlas Resource Partners, L.P., (NYSE: ARP), är ett amerikanskt petroleumbolag som utvinner petroleum och naturgas från sina cirka 12 000 källor i bergskedjan Appalacherna och i de amerikanska delstaterna Alabama, New Mexico, Oklahoma och Texas. De har en bevisad reserv på 1,4 miljarder fat oljeekvivalenter. Atlas Resource Partners ägs av petroleumgruppen Atlas Energy, L.P.